# Newport (Pembrokeshire)
Newport (in gallese: Trefdraeth o anche Tudraeth; 1100 ab. ca.) è una cittadina della costa sud-occidentale del Galles, facente parte della contea del Pembrokeshire (contea cerimoniale: Dyfed) e del Pembrokeshire Coast National Park e situata lungo l'estuario del fiume Nevern(in gallese: Nyfer), di fronte alla Baia di Newport (Mare Celtico), e ai piedi del Carn Ingli, un rilievo delle Preseli Hills.

## Geografia fisica

### Collocazione
Newport si trova tra Fishguard e Cardigan (rispettivamente ad est della prima e a sud-ovest della seconda), a qualche chilometro a sud-ovest di Nevern.

## Società

### Evoluzione demografica
Al censimento del 2001, la cittadina contava una popolazione di 1 122 abitanti, di cui 602 donne e 520 uomini.

## Edifici e luoghi d'interesse

### Castello
Il Castello di Newport, situato nella collina che domina la città, fu costruito da un signore normanno, William FitzMartin, nel 1191.

## Amministrazione

### Gemellaggi
- Plouguin, Francia